# ゾフィー・シャルロッテ・フォン・オルデンブルク
ゾフィー・シャルロッテ・フォン・オルデンブルク（ドイツ語: Sophie Charlotte von Oldenburg, 1879年2月2日 - 1964年3月29日）は、ドイツのオルデンブルク大公フリードリヒ・アウグスト（2世）の娘で、プロイセン王子アイテル・フリードリヒの妻。愛称はロッテ（Lotte）。

## 生涯
ゾフィー・シャルロッテはオルデンブルク大公家の世継ぎ公子だったフリードリヒ・アウグストと、その最初の妻でプロイセン王子フリードリヒ・カールの娘であるエリーザベト・アンナの間の長女として、オルデンブルクのオルデンブルク城で生まれた。名前は母方の先祖である初代プロイセン王フリードリヒ1世の王妃ゾフィー・シャルロッテにあやかって付けられた。妹のマルガレーテが幼くして死んだため、実質的には両親の一人娘だった。
1895年に母が死ぬと、父はその翌年にメクレンブルク＝シュヴェリーン大公女エリーザベト・アレクサンドリーネと再婚し、4人の子供をもうけた。ゾフィー・シャルロッテは亡き母にその名を因んだエリーザベト＝アンナ宮殿で、父と継母、腹違いの弟妹たちと一緒に暮らしたが、新しい家族との生活は不幸であり、早くに結婚して家を出ることを望んでいた。父は1900年にオルデンブルク大公位を継いだ。
ゾフィー・シャルロッテは母親の性質を受け継いで体が弱く、幼い頃からたびたび湯治場に長期滞在をしていた。1904年、あるドイツ人のジャーナリストがゾフィー・シャルロッテのリヴィエラでの長期滞在について、彼女と父大公の副官との不倫旅行であるという事実無根の報道をし、禁錮1か月の刑を受けている。

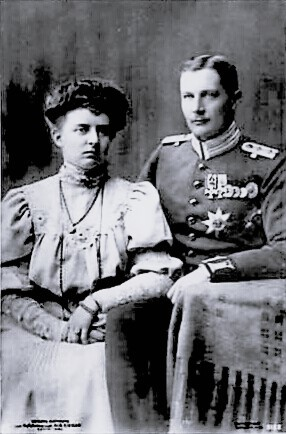
婚約したゾフィー・シャルロッテとアイテル・フリードリヒ、1905年

1905年、ゾフィー・シャルロッテにドイツ皇帝ヴィルヘルム2世の次男アイテル・フリードリヒ王子との縁談が舞い込んだ。この縁組には、アイテル王子の母親アウグステ・ヴィクトリア皇后が特に乗り気だった。オルデンブルク大公家は身持ちが固いうえに家柄も申し分なく、プロイセン王家とも親しい間柄だったのである。ゾフィー・シャルロッテの母親がプロイセン王家出身で、またヴィルヘルム2世の妹のザクセン＝マイニンゲン公爵夫人シャルロッテがゾフィー・シャルロッテの洗礼の代母という関係だった。
ゾフィー・シャルロッテは1906年2月27日にベルリンにおいて、アイテル・フリードリヒと結婚した。盛大な結婚式でベルリンの人々から歓迎されたにもかかわらず、ゾフィー・シャルロッテはベルリンの宮廷や社交界で友人を作ることは出来なかった。夫婦生活も不幸で、荒っぽい性格のアイテル・フリードリヒは妻に親切な態度で接することはなかった（彼はそもそも結婚に乗り気でなかった）。第1次世界大戦中、夫妻はほとんど顔を合わせることはなく、ゾフィー・シャルロッテは住まいのベルヴュー宮殿で、読書や絵画制作、数少ない友人との社交などをしながら、孤独な生活を送った。

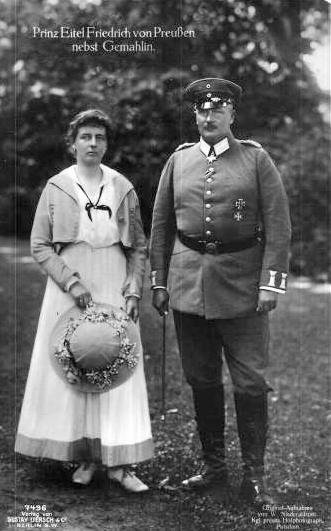
ゾフィー・シャルロッテとアイテル・フリードリヒ、離婚する直前の1925年

ドイツ革命後の1922年、ゾフィー・シャルロッテはある離婚裁判で証人として法廷に立った際、その裁判の被告男性と不倫をしていたことを認める証言をし、この話題はドイツのみならず諸外国の新聞が報道する事態となった。アイテル・フリードリヒはこれに対し、ドイツの新聞4紙を名誉棄損で提訴した。ゾフィー・シャルロッテとアイテル・フリードリヒは1926年10月26日に離婚した。夫妻には子供はいなかった。夫妻は第1次大戦前から離婚を望んでいたが、皇帝ヴィルヘルム2世がこれを許さなかったと言われている。アイテル・フリードリヒはすでに1919年から、離婚に向けた手続きを始めていた。
ゾフィー・シャルロッテは離婚した翌年の1927年、ポツダムの元警察官ハーラルト・ファン・ヘーデマンと再婚した。彼女はすでに48歳になっており、新しい夫は8歳年下の40歳だった。ヘーデマンとの結婚は「貴賤結婚」に該当するにもかかわらず、結婚式はオルデンブルク大公家の持ち城の一つラシュテーデ城で行われ、式にはゾフィー・シャルロッテの父の元大公も出席した。ゾフィー・シャルロッテはドイツでも資産家の女性として知られており、ヘーデマン夫妻は結婚後はラシュテーデ城で暮らした。
ゾフィー・シャルロッテは1964年、ヴェスターシュテーデにおいて没した。